# Rachid Soulaimani
Rachid Soulaimani (arab. رشيد السليماني, ur. 21 listopada 1982 w Oued Zem) – marokański piłkarz, grający jako prawy obrońca. Były reprezentant kraju.

## Kariera klubowa

### Początki
Zaczynał karierę w Rapide Oued Zem, w 1999 roku przebił się do pierwszego zespołu.

### 2004–2011
1 lipca 2004 roku został zawodnikiem Raja Casablanca, do 2011 roku dwukrotnie zdobył z nią tytuł mistrza kraju (2008/2009 i 2010/2011).

### 2011–2015
W sezonie 2011/2012 (pierwszym dostępnym na stronie Transfermarkt) zagrał 17 meczów, strzelił gola i miał asystę. Zdobył też puchar Maroka. W kolejnym sezonie zagrał 21 meczów, w których pięciokrotnie asystował. Po raz trzeci w karierze został również mistrzem kraju. W sezonie 2013/2014 zagrał 7 spotkań. Wystąpił też w finale Klubowych Mistrzostw Świata. Natomiast w swoim ostatnim sezonie – 2014/2015 – zagrał 5 meczów.

### Rapide Oued Zem i koniec kariery
31 lipca 2016 roku, po rocznym bezrobociu, powrócił do Rapide Oued Zem.
1 lipca 2017 roku ogłosił zakończenie piłkarskiej kariery.

## Kariera reprezentacyjna
W reprezentacji Maroka zagrał 7 spotkań. Pierwszym z nich był występ 9 października 2010 roku w meczu przeciwko Tanzanii (0:1 dla Maroka). Soulaimani zagrał całe spotkanie.